# Église Saint-Hilaire d'Halluin
L'église Saint-Hilaire est l'église catholique mère de la ville d'Halluin dans le département du Nord. Elle dépend du doyenné des Hauts de Lys de l'archidiocèse de Lille. Elle est dédiée à saint Hilaire.

## Histoire
La première église d'Halluin date du tout début du XIIe siècle et servait de nécropole aux seigneurs d'Halluin. Elle est détruite par les protestants en 1579. Une deuxième église est consacrée en 1603 par l'évêque de Tournai et dédiée à saint Hilaire. Halluin devient française en 1668 et Louis XIV, dix ans plus tard, fait raser l'église pour construire un nouveau fort dans le quartier. Une nouvelle église est bâtie sur l'actuelle place de l'Abbé-Bonpain et consacrée en 1687. 

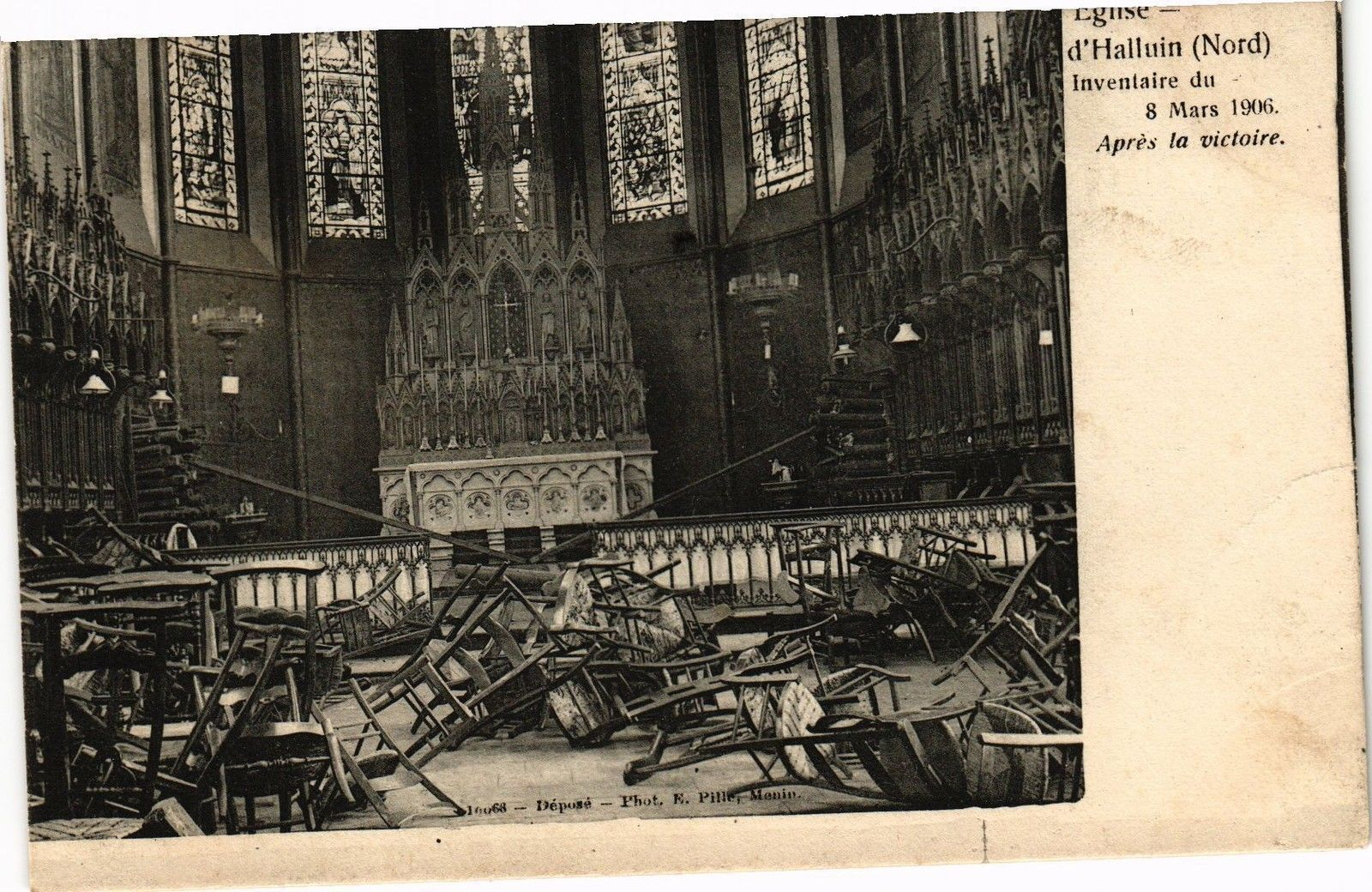
Inventaires de mars 1906.

Pendant la Révolution, le 24 floréal de l'an VII, l'église est vendue au citoyen Louis Poty qui en fait une carrière de pierres. Une quatrième église est bâtie au début du XIXe siècle en utilisant les restes de l'église précédente. Il y a alors près de 2 500 habitants à Halluin. Mais en 1844 la ville compte déjà plus de 8 000 habitants et l'église Saint-Hilaire s'avère trop petite. Elle est donc démolie pour laisser la place à un édifice plus vaste. La première pierre est bénie en 1856. L'église est achevée deux ans plus tard, selon les plans de Charles Leroy, spécialiste du néogothique de la région lilloise. Des aménagements mineurs ont lieu encore jusqu'en 1864. Les inventaires de mars 1906 se heurtent à l'hostilité de la population, du mobilier est brisé et la sacristie est barricadée.
Pendant la guerre de 1914-1918, elle sert d'écurie aux soldats allemands. Elle manque d'être détruite par un obus en juin 1940. L'église est entièrement restaurée en 2009, des fresques d'Henri Cleenewerck ont été alors redécouvertes. Aujourd'hui l'église Saint-Hilaire dépend avec les deux autres églises de la ville (Saint-Alphonse et Notre-Dame-des-Fièvres) de l'unique paroisse d'Halluin, placée sous le vocable de Notre-Dame de la Lys. La messe dominicale est célébrée à 11 heures.

## Description

### Architecture
L'église Saint-Hilaire mesure 61 mètres de long pour 27,30 mètres de large. Sa flèche s'élève à 69 mètres de hauteur. L'église se présente selon un plan à trois nefs sans transept avec une nef principale de 39 mètres de long. Elle est de style néogothique.

Intérieur de l'église Saint-Hilaire d'Halluin
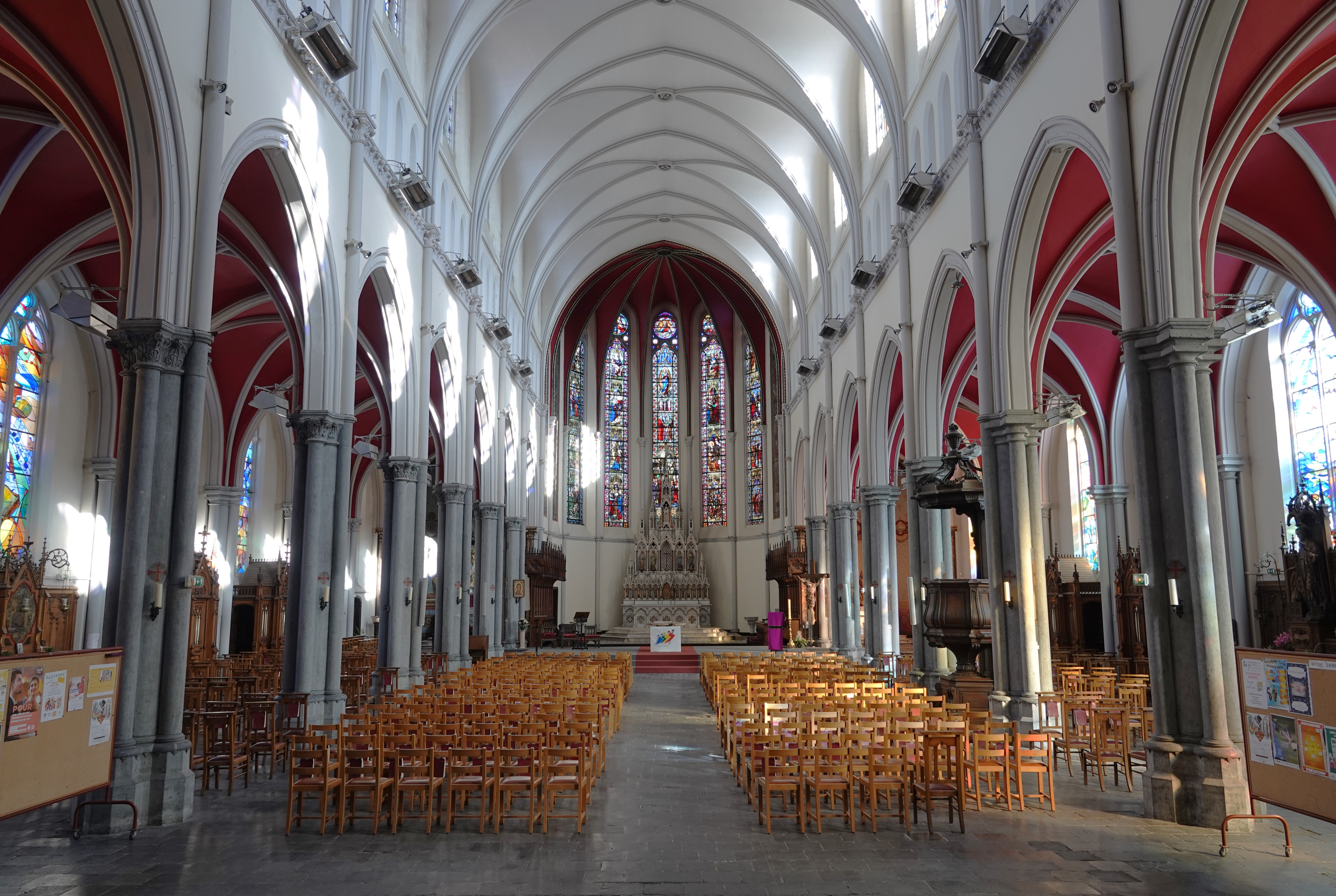
nef et choeur
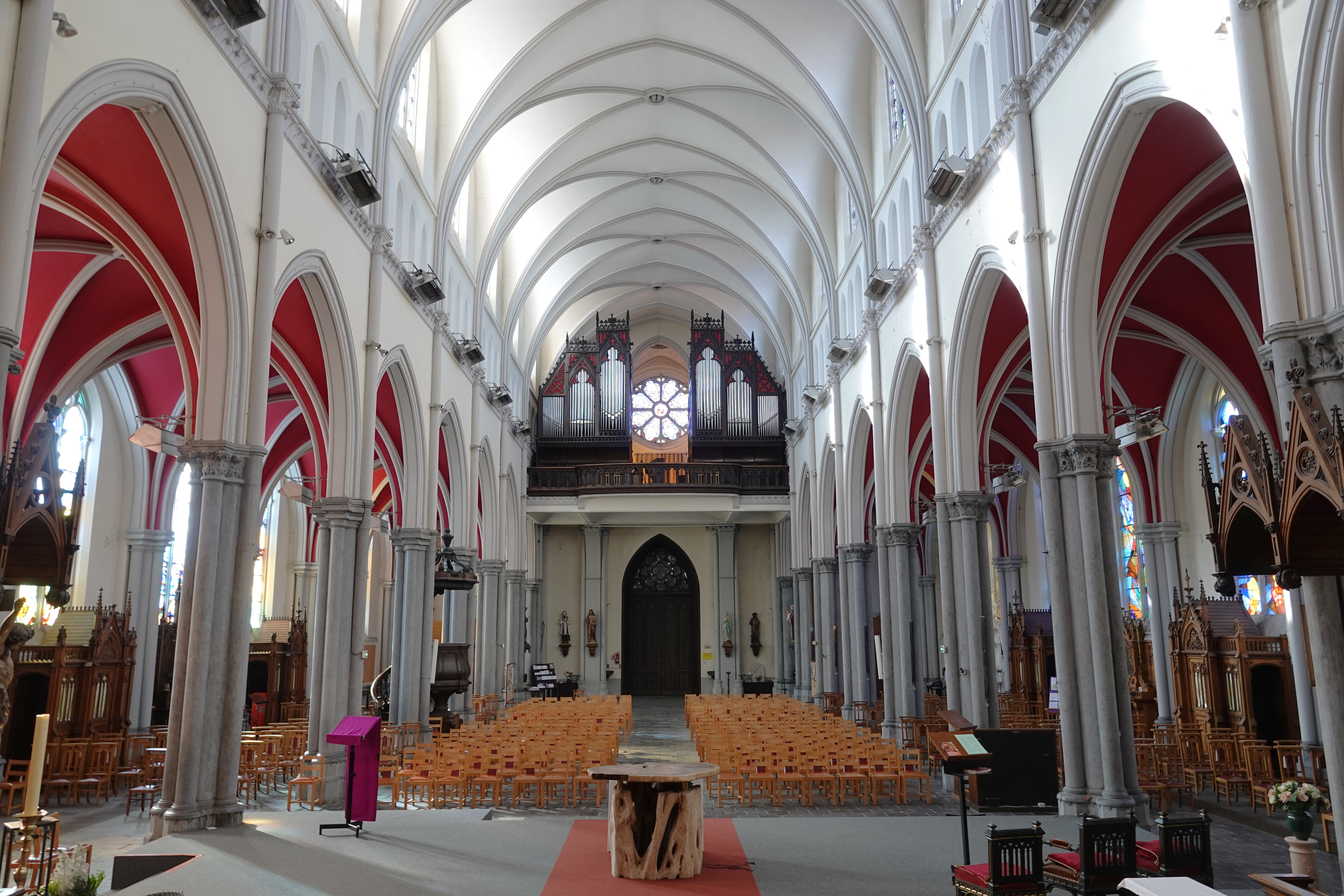
nef et tribune de l'orgue

### Mobilier
Son maître-autel de marbre blanc avec son retable finement ouvragé présente des statues dans des niches, il se trouve dans l'abside. Des stalles de bois décorent le chœur qui est à l'origine couvert de peintures dans le style troubadour. Les autels latéraux sont dédiés à la Vierge immaculée à gauche (Nord), au Sacré-Cœur à droite (Sud). Les autels situés au milieu de la nef sont dédiés à Notre-Dame du Perpétuel Secours (Nord), et, en face, à Saint Joseph (Sud). 

### Vitraux
Les vitraux du chœur sont consacrés à l'Immaculée Conception, dont le dogme venait d'être proclamé par Pie IX. Ceux de la nef sont tous récents (début du XXIe siècle) et certains sont inspirés de la  Genèse ou des psaumes d'une manière abstraite.  
Le vitrail de la rosace Est qui apparaît entre les tuyaux de l'orgue représente le Roi David accompagné des anges et jouant de la harpe. 

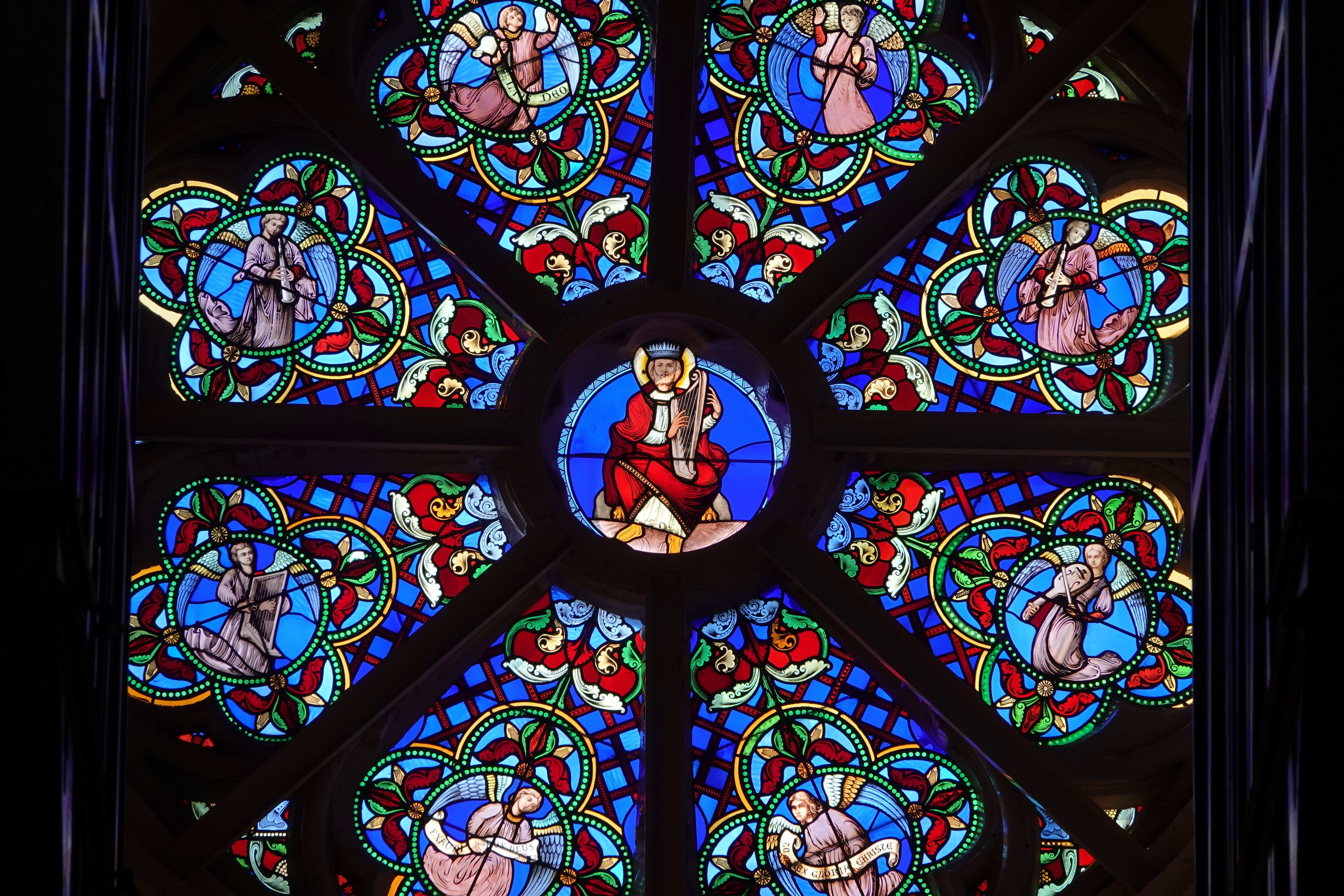
Rosace Est